# Jagdgeschwader 52
La Jagdgeschwader 52  (JG 52) (52e escadre de chasse), est la plus prolifique des unités de chasseurs de la Luftwaffe pendant la Seconde Guerre mondiale, avec une revendication totale de plus de 10 000 victoires sur les aéronefs ennemis.
L'unité fut notamment marquée par les as Erich Hartmann (352 victoires), Gerhard Barkhorn (301 victoires) et Günther Rall (275 victoires), et par le commandant Hermann Graf (212 victoires).
Active de 1939 à 1945, l'unité était affectée aux missions visant à assurer la supériorité aérienne de l'Allemagne dans le ciel d'Europe, essentiellement sur le front de l'Est soviétique à partir de 1941. La JG 52 opèrera pendant toute la guerre exclusivement sur différentes versions du Messerschmitt Bf 109, les E, F, G et K.

## Début modeste
La JG 52 ne connût pas immédiatement le succès. Lors des campagnes de 1940, l'escadre était encore loin en matière de victoires, derrière les autres unités phares d'alors de la Luftwaffe : les JG 2, 26, 51 et 53 en tête, chacune alignant autour de 500 succès à la fin de l'année. La JG 52 pour sa part, n'en revendique "que" 150.
Moins de dix pilotes de la JG 52 sortiront avec le statut d'as à l'issue de ces combats à l'Ouest. Les pertes seront même assez élevées, mais les survivants auront acquis une solide expérience au front.

## Un nouveau front
L'escadre reprit de l'élan lors de l'invasion de l'URSS mais, amputée de son premier groupe qui combattait encore à l'Ouest jusqu'en septembre 1941, faisait encore figure de petit poucet. Les JG 2 et 26 restant également à l'Ouest, les autres escadres purent se distinguer sur le front de l'Est où l'adversaire était nettement moins coriace, dû en grande partie à sa désorganisation et à son matériel aérien obsolète.
C'est la JG 51 qui tenait alors la dragée haute en Russie, avec 2 500 victoires à la fin de l'année 1941, suivie des JG 3 et 53. Ces trois escadres se battaient sous la houlette de grands as (Werner Mölders, Günther Lützow et Günther von Maltzahn) et sur le front central, principal secteur de l'invasion, ce qui explique les scores élevés. Le JG 54 remporta également de nombreuses victoires sur le front Nord en direction de Leningrad tandis que les JG 77 et 52 combattaient au Sud, un front plus calme.

## L'envolée
Quand le front central se stabilisa à l'hiver russe, la pénurie d'essence incita Hitler à prendre les champs pétrolifères du Causase au Sud, avec en ligne de mire la ville de Stalingrad. C'est au cours de ce début 1942 que la JG 52 dépassera toutes les autres escadres allemandes. Alors que trois de ses pilotes seulement se verront décerner la Croix de chevalier jusqu'à la fin de l'année 1941, ce ne sont pas moins de 25 de ces décorations qui sont délivrées en 1942, dont 8 avec feuilles de chêne, deux de glaive et une avec brillant (Hermann Graf).
Le III./JG 52 est particulièrement mis à l'honneur en début d'année par l'attribution de 6 Croix de chevalier, de 4 Croix de chevalier de la Croix de fer avec feuilles de chêne et 2 Croix de chevalier de la Croix de fer avec feuilles de chêne et glaives. Le 8 mai 1942, l'escadre atteint les 1 500 victoires, 2 000 le 3 juin par l'intermédiaire d'Helmut Bennemann et 4 000 le 10 décembre 1942. À l'instar, la JG 77 démarrera sur les mêmes chapeaux de roue, mais les trois groupes qui la composent finiront par déménager les uns après les autres en Afrique et en Méditerranée.

## Un succès continu
C'est ce qui caractérise la JG 52 tout au long de la guerre : alors que de nombreuses unités sont soit fragmentées, soit retirées du front pour servir sur d'autres théâtres d'opération au fur et à mesure que la guerre avance, les trois groupes de la JG 52 resteront ensemble, sur le même secteur du front de l'Est, et sur le même appareil (Bf 109). Fin 1942 et en 1943, de nouveaux pilotes arriveront à l'escadre. Et malgré leur arrivée tardive sur le front et les nouveaux chasseurs russes plus performants (La-5, Yak-9…), ils engendreront des succès considérables. Le plus notoire étant Erich Hartmann.
Le 20 avril 1943, Günther Rall abat un LaGG-3, c'est sa 115e victoire, la 5000e de la JG 52. En juillet 1943, les 6 000 victoires sont atteintes, et l'escadre parvient à 8 000 à la fin de l'année. Le cap des 9 000 est franchi l'année suivante, le 10 mai 1944. Bien que chaque groupe devra laisser une escadrille pour renforcer le front de Normandie (2, 4 et 7./JG 52), aucun ne sera dissous avant la fin de la guerre. Le 2 septembre 1944, Adolf Borchers (kommandeur du I./JG 52) est couronné de fleurs pour avoir apporté à l'unité son 10000e succès.

## Bilan
Sur la centaine de pilotes allemands et autrichiens qui eurent 100 victoires ou plus, près d'un tiers les obtinrent en grande partie ou en totalité au sein de la JG 52. De même, des 15 pilotes ayant eu plus de 200 victoires, 6 furent membres quasi exclusivement de cette unité. Chose étonnante également, les 8 premiers as de l'unité survivront tous à la guerre.
La JG 52 finira donc en tête de toutes les autres unités allemandes en matière de victoires (entre 10 000 et 11 000). La toute dernière sera obtenu aussi tard que le 8 mai 1945 par…Erich Hartmann, as des as de l'unité et as des as de tous les temps avec 352 victoires. Escadre sans nom, la JG 52 est désormais rentrée dans l'histoire.

## Organisation

### Stab. Gruppe
Formé le 19 août 1939 à Böblingen.

Geschwaderkommodore (Commandant de l'escadre) :

Insigne du I./JG 52

| Début             | Fin               | Grade          | Nom                         |
| ----------------- | ----------------- | -------------- | --------------------------- |
| 19 août 1939      | 18 août 1940      | Major          | Hubert Merhart von Bernegg  |
| 19 août 1940      | 10 octobre 1941   | Major          | Hanns Trübenbach            |
| 21 octobre 1941   | 2 juin 1942       | Major          | Wilhelm Lessmann            |
| 2 juin 1942       | 21 juin 1942      | Oberstleutnant | Friedrich Beckh             |
| 22 juin 1942      | 28 octobre 1942   | Major          | Herbert Ihlefeld            |
| 25 juillet 1942   | 31 août 1942      | Major          | Gordon Gollob (par intérim) |
| 1er novembre 1942 | 30 septembre 1944 | Oberstleutnant | Dieter Hrabak               |
| 1er octobre 1944  | 8 mai 1945        | Oberstleutnant | Hermann Graf                |

### I. Gruppe
Formé le 1er mai 1939 à Böblingen à partir du I./JG 433 avec :
- Stab I./JG 52 à partir du Stab I./JG 433
- 1./JG 52 à partir du 1./JG 433
- 2./JG 52 à partir du 2./JG 433
- 3./JG 52 à partir du 3./JG 433

Le 2./JG 52 fait mouvement en Allemagne en juin 1944, et devient le 12./JG 11 le 15 août 1944.
Le I./JG 52 augmente ses effectifs à 4 Staffeln le 15 août 1944 :
- 1./JG 52 inchangé
- 2./JG 52 nouvellement créé
- 3./JG 52 inchangé
- 4./nouvellement créé

Gruppenkommandeure (Commandant de groupe) :

Insigne du II./JG 52

| Début            | Fin              | Grade        | Nom                                       |
| ---------------- | ---------------- | ------------ | ----------------------------------------- |
| 1er mai 1939     | 21 novembre 1939 | Hauptmann    | Dietrich Graf von Pfeil und Klein-Ellguth |
| 21 novembre 1939 | 9 février 1940   | Oberleutnant | Wolfgang Ewald (par intérim)              |
| 9 février 1940   | 26 août 1940     | Hauptmann    | Siegfried von Eschwege                    |
| 26 août 1940     | 24 mai 1941      | Hauptmann    | Wolfgang Ewald                            |
| 25 mai 1941      | 13 juin 1942     | Hauptmann    | Karl-Heinz Leesmann (en)                  |
| 6 février 1942   | 6 mai 1942       | Hauptmann    | Carl Lommel (par intérim)                 |
| 14 juin 1942     | 12 novembre 1943 | Hauptmann    | Helmut Bennemann                          |
| 13 novembre 1943 | 10 juin 1944     | Hauptmann    | Johannes Wiese                            |
| 11 juin 1944     | 31 janvier 1945  | Hauptmann    | Adolf Borchers                            |
| 1er février 1945 | 8 mai 1945       | Hauptmann    | Erich Hartmann                            |

### II. Gruppe
Formé le 13 septembre 1939 à Böblingen avec :
- Stab II./JG 52 nouvellement créé
- 4./JG 52 à partir du 1./JG 71
- 5./JG 52 à partir du 11./JG 72
- 6./JG 52 nouvellement créé

Le 15 août 1944, le II./JG 52 augmente ses effectifs à 4 Staffeln (le 4./JG 52 devient 8./JG 3):

Insigne du III./JG 52

- 5./JG 52 inchangé
- 6./JG 52 inchangé
- 7./JG 52 nouvellement créé
- 8./JG 52 nouvellement créé

Gruppenkommandeure :
| Début              | Fin             | Grade     | Nom                        |
| ------------------ | --------------- | --------- | -------------------------- |
| 13 septembre 1939  | 26 août 1940    | Hauptmann | Hans-Günther von Kornatzki |
| 27 août 1940       | 2 novembre 1940 | Hauptmann | Wilhelm Ensslen            |
| 3 novembre 1940    | 28 février 1942 | Hauptmann | Erich Woitke               |
| 1er mars 1942      | 24 mars 1943    | Major     | Johannes Steinhoff         |
| 25 mars 1943       | 31 août 1943    | Hauptmann | Helmut Kühle               |
| 1er septembre 1943 | 15 janvier 1945 | Hauptmann | Gerhard Barkhorn           |
| 1er février 1945   | 8 mai 1945      | Hauptmann | Wilhelm Batz               |

### III. Gruppe
Formé le 1er mars 1940 à Strausberg avec :
- Stab III./JG 52 nouvellement créé
- 7./JG 52 nouvellement créé
- 8./JG 52 nouvellement créé
- 9./JG 52 nouvellement créé

D'octobre à novembre 1940, le III./JG 52 est renommé I./JG 28 :
- Stab III./JG 52 devient Stab I./JG 28 (le 14 octobre 1940)
- 7./JG 52 devient 1./JG 28 (en novembre 1940)
- 8./JG 52 devient 2./JG 28 (en novembre 1940)

Insigne du 9./JG52, le Staffel de l'as aux 352 victoires Erich Hartmann

- Insigne du 9./JG52, le Staffel de l'as aux 352 victoires Erich Hartmann9./JG 52 devient 3./JG 28 (le 14 octobre 1940)

Le III./JG 52 est reformé le 4 janvier 1941 à partir du I./JG 28 avec :
- Stab III./JG 52 à partir du Stab I./JG 28
- 7./JG 52 à partir du 1./JG 28
- 8./JG 52 à partir du 2./JG 28
- 9./JG 52 à partir du 3./JG 28

Le 15 août 1944, le III./JG 52 augmente ses effectifs à 4 Staffeln (le 7./JG 52 devient 12./JG 3) :
- 9./JG 52 inchangé
- 10./JG 52 à partir de l'ancien 8./JG 52
- 11./JG 52 nouvellement créé
- 12./JG 52 nouvellement créé

Gruppenkommandeure :
| Début            | Fin               | Grade     | Nom                           |
| ---------------- | ----------------- | --------- | ----------------------------- |
| 1er mars 1940    | 24 juillet 1940   | Hauptmann | Wolf-Heinrich von Houwald     |
| 24 juillet 1940  | 1er août 1940     | Hauptmann | Wilhelm Ensslen (par intérim) |
| 1er août 1940    | 6 octobre 1940    | Major     | Alexander von Winterfeldt     |
| Octobre 1940     | 22 juin 1941      | Major     | Gotthard Handrick             |
| 23 juin 1941     | 30 septembre 1941 | Major     | Albert Blumensaat             |
| 1er octobre 1941 | 5 juillet 1943    | Major     | Hubertus von Bonin            |
| 6 juillet 1943   | 18 avril 1944     | Hauptmann | Günther Rall                  |
| 19 avril 1944    | 31 janvier 1945   | Major     | Wilhelm Batz                  |
| 1er février 1945 | 8 mai 1945        | Hauptmann | Adolf Borchers                |

### Ergänzungsgruppe
Formé en octobre 1940 à Krefeld.

En mars 1941, il augmente ses effectifs pour devenir Ergänzungsgruppe/JG 52 avec :
- Stab du Ergänzungsgruppe/JG 52 nouvellement créé
- 1. Einsatzstaffel/JG 52 nouvellement créé
- 2. Ausbildungsstaffel/JG 52 à partir du Erg.Sta./JG 52

L'Ergänzungsgruppe est dissous en janvier 1942 :
- Stab du Ergänzungsgruppe/JG 52 devient Stab III./JG 1
- 1. Einsatzstaffel/JG 52 devient 9./JG 1
- 2. Ausbildungsstaffel/JG 52 devient 2./EJGr.Ost

Gruppenkommandeure :
| Début          | Fin            | Grade     | Nom            |
| -------------- | -------------- | --------- | -------------- |
| 6 octobre 1940 | 5 février 1942 | Hauptmann | Werner Lederer |

### 13. (slow.)/JG 52
Formé le 27 octobre 1942 à Piestany à partir du 13. slow. Jagdstaffel.

Il est dissous en janvier 1944.
Staffelkapitän :
| Début     | Fin  | Grade     | Nom             |
| --------- | ---- | --------- | --------------- |
| Juin 1942 | 1943 | Hauptmann | Andreas Dumbala |
| ?         | ?    | ?         | ?               |

### 15. (kroat.)/JG 52
Formé en juillet 1941 à Fürth.

En juillet 1944, il est renommé Kroatische Jagdstaffel (kroat.J.Sta.).

Staffelkapitän :
| Début        | Fin              | Grade          | Nom         |
| ------------ | ---------------- | -------------- | ----------- |
| 1er mai 1942 | 15 novembre 1942 | Oberstleutnant | Franjo Dzal |

## Récipiendaires de la Croix de Chevaliers dans la JG 52[2]
| Noms                    | Croix de Chevalier | Feuilles de chêne | Epées             | Diamants          |
| Karl-Heinz Leesmann     | 23 juillet 1941    |                   |                   |                   |
| Johannes Steinhoff      | 30 août 1941       | 2 septembre 1942  | 28 juillet 1944   |                   |
| Gerhard Köppen          | 18 décembre 1941   | 27 février 1942   |                   |                   |
| Hermann Graf            | 24 janvier 1942    | 17 mai 1942       | 19 mai 1942       | 16 septembre 1942 |
| Leopold Steinbatz       | 14 février 1942    | 2 juin 1942       | 23 juin 1942      |                   |
| Adolf Dickfeld          | 19 mars 1942       | 19 mai 1942       |                   |                   |
| Edmund Roßmann          | 19 mars 1942       |                   |                   |                   |
| Friedrich Wachowiak     | 5 avril 1942       |                   |                   |                   |
| Josef Zwernemann        | 23 juin 1942       | 31 octobre 1942   |                   |                   |
| Karl Gratz              | 1er juin 1942      |                   |                   |                   |
| Alfred Grislawski       | 1er juin 1942      | 11 avril 1944     |                   |                   |
| Siegfried Simsch        | 1er juillet 1942   |                   |                   |                   |
| Karl Steffen            | 1er juillet 1942   |                   |                   |                   |
| Gerhard Barkhorn        | 23 août 1942       | 12 janvier 1943   | 2 mars 1944       |                   |
| Hans Dammers            | 23 août 1942       |                   |                   |                   |
| Heinz Schmidt           | 23 août 1942       | 16 septembre 1942 |                   |                   |
| Heinrich-Wilhelm Ahnert | 23 août 1942       |                   |                   |                   |
| Günther Rall            | 3 septembre 1942   | 26 octobre 1942   | 12 septembre 1943 |                   |
| Waldemar Semelka        | 4 septembre 1942   |                   |                   |                   |
| Ernst Süß               | 4 septembre 1942   |                   |                   |                   |
| Rudolf Resch            | 6 septembre 1942   |                   |                   |                   |
| Berthold Graßmuck       | 19 septembre 1942  |                   |                   |                   |
| Karl Hammerl            | 19 septembre 1942  |                   |                   |                   |
| Helmut Bennemann        | 2 octobre 1942     |                   |                   |                   |
| Heinrich Füllgrabe      | 2 octobre 1942     |                   |                   |                   |
| Walter Krupinski        | 29 octobre 1942    | 2 mars 1944       |                   |                   |
| Rudolf Miethig          | 29 octobre 1942    |                   |                   |                   |
| Hubertus von Bonin      | 21 décembre 1942   |                   |                   |                   |
| Wilhelm Freuwörth       | 5 janvier 1943     |                   |                   |                   |
| Johannes Wiese          | 5 janvier 1943     | 2 mars 1944       |                   |                   |
| Gustav Denk             | 14 mars 1943       |                   |                   |                   |
| Willi Nemitz            | 24 mars 1943       |                   |                   |                   |
| Rudolf Trenkel          | 19 août 1943       |                   |                   |                   |
| Berthold Korts          | 29 août 1943       |                   |                   |                   |
| Erich Hartmann          | 29 octobre 1943    | 2 mars 1944       | 2 juillet 1944    | 25 août 1944      |
| Dietrich Hrabak         | 21 octobre 1940    | 25 novembre 1943  |                   |                   |
| Werner Quast            | 31 décembre 1943   |                   |                   |                   |
| Hans Waldmann           | 5 février 1944     |                   |                   |                   |
| Viktor Petermann        | 29 février 1944    |                   |                   |                   |
| Friedrich Obleser       | 12 mars 1944       |                   |                   |                   |
| Wilhelm Batz            | 26 mars 1944       | 20 juillet 1944   | 21 avril 1945     |                   |
| Otto Fönnekold          | 26 mars 1944       |                   |                   |                   |
| Heinrich Sturm          | 26 mars 1944       |                   |                   |                   |
| Helmut Lipfert          | 5 avril 1944       | 17 avril 1945     |                   |                   |
| Johannes Bunzek         | 6 avril 1944       |                   |                   |                   |
| Paul-Heinrich Dähne     | 8 avril 1944       |                   |                   |                   |
| Gerhard Hoffmann        | 14 mai 1944        |                   |                   |                   |
| Peter Düttmann          | 9 juin 1944        |                   |                   |                   |
| Josef Haiböck           | 9 juin 1944        |                   |                   |                   |
| Heinz Sachsenberg       | 9 juin 1944        |                   |                   |                   |
| Franz Woidich           | 11 juin 1944       |                   |                   |                   |
| Herbert Bachnick        | 27 juillet 1944    |                   |                   |                   |
| Hans-Joachim Birkner    | 27 juillet 1944    |                   |                   |                   |
| Walter Wolfrum          | 27 juillet 1944    |                   |                   |                   |
| Franz Schall            | 10 octobre 1944    |                   |                   |                   |
| Johann-Hermann Meier    | 16 décembre 1944   |                   |                   |                   |
| Anton Resch             | 7 avril 1945       |                   |                   |                   |
| Heinz Ewald             | 20 avril 1945      |                   |                   |                   |
| Friedrich Haas          | 26 avril 1945      |                   |                   |                   |
| Hermann Wolf            | 27 avril 1945      |                   |                   |                   |
| Karl Munz               | avril 1945         |                   |                   |                   |